# Autostop
"Autostop" (em alfabeto grego: Ωτοστόπ, em português: Boleia(Portugal/Carona (Brasil) foi a canção representante da Grécia no Festival Eurovisão da Canção 1980. que foi interpretada em grego por Anna Vissi e pela banda The Epikouri.
A referida canção foi escrita por Rony Sofu e composta por Jick Nacassian. Foi a terceira canção a desfilar no evento, depois da canção turca interpretada por Ajda Pekkan e antes da canção representante do Luxemburgo, interpretada por Sophie & Magaly.
No final da votação,recebeu 30 pontos e terminou em 13.º lugar. A canção sugere-nos que a melhor forma de ver o mundo é ir de boleia ou de carona (Brasil) diz mesmo que se pode ir até à China daquela forma. A letra da canção é um catálogo de localizações tão afastadas como Cairo e Vladivostok que se podem ser visitadas daquela maneira. A canção ficou famosa pela frequente repetição do título, com a palavra Auto-stop a ser cantada por 37 vezes.